# Küüditatute mälestusmärk

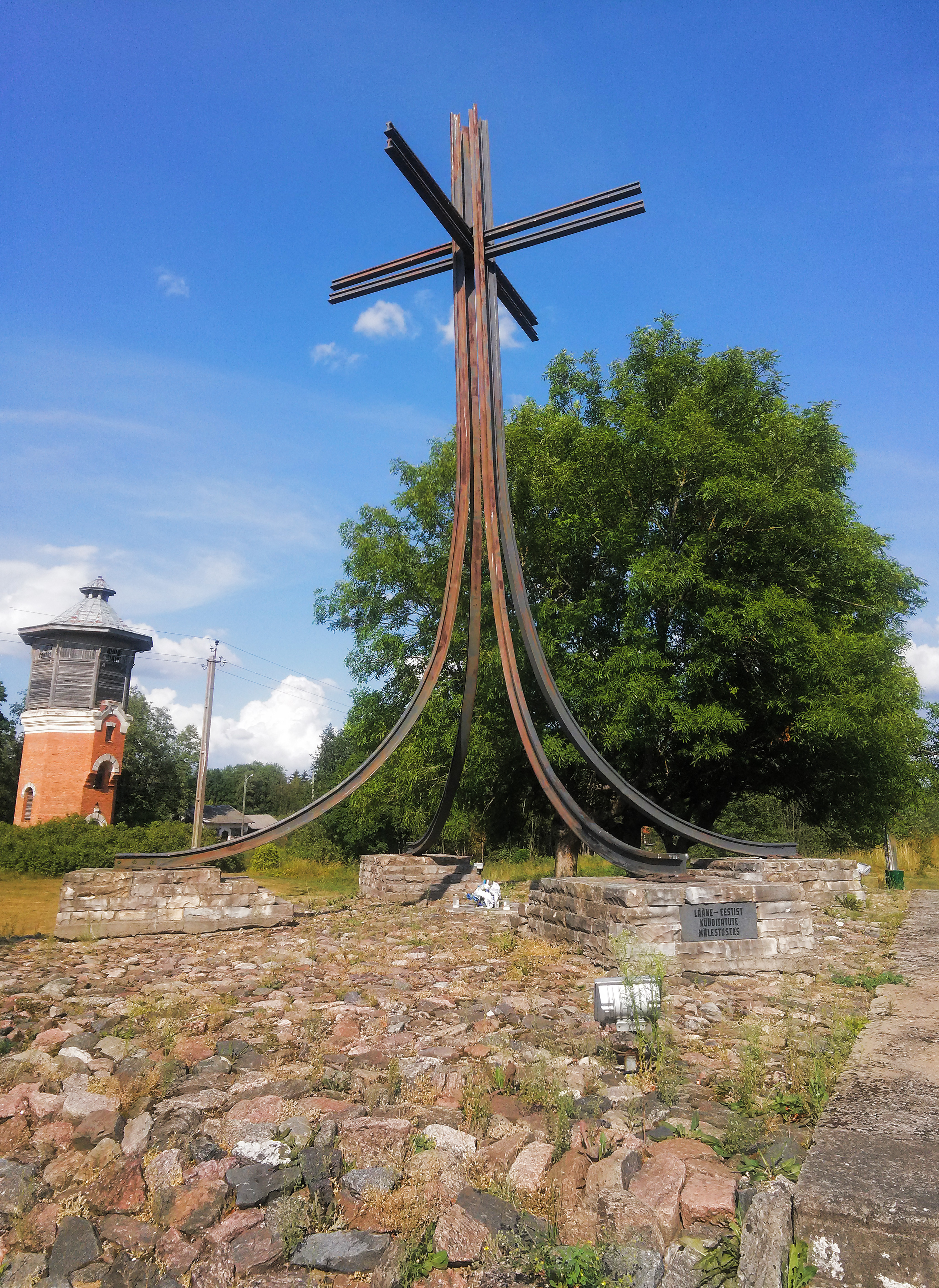

Küüditatute mälestusmärk är ett minnesmärke med titeln “Raudteerööpad mäletavad…” (på svenska: "Rälsen minns…") framför Risti järnvägsstation i Risti kommun i Estland.
Minnesmärket är rest för att uppmärksamma  de cirka 2 660 personer som deporterades 1941 och 1949 från landskapet Läänema till Sibirien och andra fångläger i Sovjetunionen.
I juni 1941 deporterades 461 personer, och i samband med marsdeportationerna 1949 deporterades ytterligare cirka 2 200 personer.
Minnesmärket är ett 10,5 meter högt kors gjort av järnvägsspår, och är skapat av konstnären Viljar Ansko(et). Det invigdes den 23 augusti 1999.